# Aeroportul Hólmavík
Aeroportul Hólmavík (IATA: HVK, ICAO: BIHK) este un aeroport din Islanda ce deservește zona Hólmavík⁠(d). A fost numit după zona deservită.
Situat la o altitudine de 27 m, aeroportul dispune de o singură pistă.